# وینفرید (داکوتای جنوبی)
وینفرید(به انگلیسی: Winfred) شهری در ایالت داکوتای جنوبی کشور ایالات متحده آمریکا است که جمعیت آن در سرشماری سال ۲۰۱۰ میلادی، ۵۲ نفر بوده‌است.